# Surf & Style
Surf & Style ist die größte europäische Surf-Veranstaltung auf einer künstlichen stehenden Welle. Es findet jährlich im August im MAC-Forum am Flughafen München statt. Teil der Veranstaltung ist die Austragung der Europameisterschaften im „Stationary Wave Riding“.

## Geschichte

### Entstehung
Inspiriert vom Münchner Eisbach, der mittlerweile als einer der bekanntesten Hotspots für River Surfing weltweit gilt, veranstaltete der Flughafen München gemeinsam mit dem atv-actionteam im August 2011 das erste Surf & Style. Die Wellenreitanlage im MAC-Forum misst über 860 m² und verfügt über eine zusätzliche Tribüne. Durch eine 10-Pumpen-Anlage wird eine stehende Welle von ca. 1,50 m Höhe und 9 Metern Breite erzeugt. Die Wellenhöhe ist variabel und kann nach Bedarf eingestellt werden. Insgesamt fasst das 200 m² große Becken rund 1.000 Kubikmeter Wasser – damit ist das Wave-Modul die größte mobile Wellenreitanlage der Welt. Entwickler der Anlage ist Rainer Klimaschewski. Neben den Profis dürfen bei Surf & Style aber auch surfbegeisterte Kinder und Erwachsene auf die Welle. Es gibt spezielle mehrtägige Kidscamps und an den Nachmittagen ist freies Surfen für jedermann möglich.

### Entwicklung
Vom 1. bis 19. August 2012 wurde Surf & Style zum zweiten Mal ausgetragen. Seit 2012 sind aufgrund der hohen Nachfrage Anmeldungen zum Freien Surfen an den Nachmittagen notwendig. Die Slots sind dabei auf jeweils eine dreiviertel Stunde begrenzt, bis zu zehn Personen können in diesem Zeitfenster auf der Welle surfen. Es gibt sowohl Slots für erfahrene Surfer, als auch für Anfänger, die dann mit Hilfe einer Stange ihre ersten Wellenreit-Versuche starten können. Die Vergabe der Slots erfolgt jeweils 2 Tage im Voraus und ist pro Teilnehmer auf 1 Slot pro Tag begrenzt.
Im Jahr 2013 wird Surf & Style aufgrund des großen Anklangs erneut um eine Woche verlängert. Das Event beginnt am 31. Juli 2013 und endet am 25. August 2013, Austragungsort bleibt das MAC-Forum am Flughafen München.

## Europameisterschaften im „Stationary Wave Riding“

### Allgemeines/ Geschichte
2011 fand die 1. Europameisterschaft im ‚Stationary Wave Riding‘ auf der künstlichen Welle vor rund 20.000 Zuschauern statt. Insgesamt wurde ein Preisgeld in Höhe von 10.000 Euro ausgeschüttet. Der Münchner Eisbach-Surfer Gerry Schlegel sicherte sich den ersten Platz, auf Platz zwei und drei folgten Quirin Rohleder und Florian Kummer. Bei den Frauen konnte sich die Münchnerin Sarah Czepluch durchsetzen. Die 2. Europameisterschaft im „Stationary Wave Riding“ am 11. und 12. August 2012 lockte insgesamt 80 Teilnehmer aus neun verschiedenen Ländern an den Münchner Flughafen. Neuer Europameister wurde Lokalmatador Tao Schirrmacher, der das Surfen ebenfalls am Münchner Eisbach gelernt hat. Zweit- und drittplatziert waren Quirin Rohleder und Vorjahressieger Gerry Schlegel. Bei den Frauen gewann die 31-jährige Österreicherin Kathrin Gappmayr und in der Masters-Klasse der über 40-Jährigen führte am Ende der Schweiz-Portugiese José Fernandes. Die zweite Europameisterschaft verfolgten bereits über 22.000 Besucher am Münchner Flughafen, zum ersten Mal wurde das Geschehen auch live auf den MetaTwistTower übertragen.

### Judging Richtlinien
Beurteilt werden die gesurften Wellen nach einheitlich aufgestellten Kriterien. Das Wettkampfregular, an dem sich die Judges bei Surf & Style orientieren, wurde vom internationalen Dachverband des Wellenreitens, der Association of Surfing Professionals (ISA), entworfen. Die Judges achten besonders auf Style, Radikalität, Kontrolle, Kreativität und Abwechslungsreichtum der Surfer, sowie Repertoire an Manövern und Tricks.
Die Judges vergeben Punkte von 0.1 – 10.0 für jede gesurfte Welle.
- 0.1 - 2.00 BAD – schlechte Welle
- 2.1 - 4.00 POOR – mäßige Welle
- 4.1 - 6.00 AVERAGE – durchschnittliche Welle
- 6.1 - 8.00 GOOD – gute Welle
- 8.1 - 10.00 PERFECT – perfekte Welle

### Gewinner - Chronologie
2011 Gewinner
Men: 1st – Gerry Schlegel, 2nd – Quirin Rohleder, 3rd – Flori Kummer
Women: 1st – Sarah Czepluch, 2nd – Nadine Rossman, 3rd – Antonia Deventer
Masters: 1st – Rainer Litz, 2nd – Matthias Ramoser, 3rd – Fritz Hollweck
2012 Gewinner
Men: 1st – Tao Schirrmacher, 2nd – Quirin Rohleder, 3rd – Gerry Schlegel
Women: 1st - Kathrin Gappmayr, 2nd – Angelina Schuelting, 3rd – Stefanie Pirron
Masters: 1st - José Fernandes, 2nd - Alex Schwab, 3rd - Fritz Hollweck
2013 Gewinner
Men: 1st – Tao Schirrmacher, 2nd – Gerry Schlegel, 3rd – Quirin Rohleder
Women: 1st - Kathrin Gappmayr, 2nd – Stefanie Pirron, 3rd – Mareen Scholz
Masters: 1st - Fritz Hollweck, 2nd - Markus Knöringer, 3rd - Carsten Kurmis
2014 Gewinner
Men: 1st – Lukas Brunner, 2nd – Gerry Schlegel, 3rd – Jan Vogt
Women: 1st - Karina Rankine, 2nd – Stefanie Pirron, 3rd – Kathrin Gappmayr
Masters: 1st - Robert Beetz, 2nd - Simon Bitterlich, 3rd - Alex Schwab
Groms: 1st - Noah Beschen, 2nd - Moritz Wienecke, 3rd - Simon Bitterlich